# Drassodes pectinifer
Drassodes pectinifer är en spindelart som beskrevs av Schenkel 1936. Drassodes pectinifer ingår i släktet Drassodes och familjen plattbuksspindlar. Inga underarter finns listade i Catalogue of Life.